# Sopraceneri
Koordinaten: 46° 20′ N, 8° 50′ O
Als Sopraceneri wird der nördliche Teil des Schweizer Kantons Tessin bezeichnet, im Gegensatz zum südlichen Teil Sottoceneri. Sopraceneri bedeutet «oberhalb des Monte Ceneri», des Passes, der die Magadinoebene vom Vedeggiotal trennt.
Es ist eine vorwiegend schroffe alpine Landschaft, aber sie enthält paradoxerweise mit dem Lago Maggiore auf 192 m Seehöhe gleichzeitig den tiefsten Punkt der Schweiz.